# Maroniodes laticornis
Maroniodes laticornis es una especie de coleóptero de la familia Cantharidae.

## Distribución geográfica
Habita en Perú.